# SANZAAR
SANZAAR (abbreviazione di South Africa New Zealand Australia and Argentina Rugby) è un consorzio internazionale che raggruppa le singole federazioni di rugby a 15 d'Australia, Nuova Zelanda, Sudafrica e, dal 2016, Argentina.
Nato come SANZAR nel 1996 con l'avvento del professionismo nel rugby, si occupa dell'organizzazione e detiene i diritti del Super Rugby, torneo per squadre professionistiche, e del Rugby Championship, torneo per rappresentative nazionali.

## Storia
Il SANZAR (South Africa New Zealand Australia Rugby) venne fondato dai rappresentanti delle federazioni neozelandese, australiana e sudafricana nel 1995 con l'obbiettivo di organizzare eventi sportivi per club e nazionali delle tre principali realtà rugbystiche dell'Emisfero australe dopo la rivoluzione che aveva portato l'introduzione del professionismo nel rugby a 15. L'idea venne sviluppata in particolare da Terry Doyle e David Moffett, all'epoca amministratori delegati (CEO) del Queensland Rugby Union e del New South Wales Rugby Union, e da Bruce Hayman, l'allora amministratore delegato dell'Australian Rugby Union. La sede fu stabilita a Canberra in Australia e il primo amministratore delegato di SANZAR fu Rian Oberholzer.
Nel 1996 prese il via il Super 12, primo torneo dell'Emisfero sud per squadre che rispondono al criterio delle franchise, cioè club professionistici che coprono un territorio in maniera esclusiva senza concorrenza con altri e al quale afferiscono le squadre semiprofessionistiche o dilettantistiche limitrofe. Alla prima edizione parteciparono 5 squadre neozelandesi, 4 sudafricane e 3 australiane.

Il logo di SANZAR prima del 2016.

Lo stesso anno fu inaugurato il Tri Nations, torneo a test match tra le rappresentative nazionali dei tre paesi fondatori, All Blacks, Wallabies e Springboks, mutuato sul modello del più classico 5 nazioni europeo.
Lo sviluppo delle due competizioni fu favorito dalla stipula di un contratto decennale di 555 milioni di dollari statunitensi (in seguito rinnovato) per la trasmissione televisiva delle partite con la News Limited del magnate australiano Rupert Murdoch.
Negli anni successivi il torneo per club fu ampliato prima a 14 squadre e poi a 15, con una formula che prevedeva la partecipazione di 5 franchigie per ogni nazione. Dalla stagione 2011 assunse la denominazione di Super Rugby e dalla stagione 2016 fu ampliato a 18 squadre con la partecipazione di 6 squadre sudafricane e l'introduzione di una squadra argentina e una giapponese.
Il Tri Nations, invece, fu ampliato nel 2012 con l'inclusione della nazionale argentina e assunse il nome di The Rugby Championship. Dal 2016 la federazione dell'Argentina è entrata stabilmente nell'organizzazione che ha così cambiato nome e trasformato la sua sigla in SANZAAR.